# Kielski sporazum
Kielski mirovni sporazum ali Kielski mir (švedsko in norveško Kielfreden orfreden i Kiel, angleško Treaty of Kiel) je bil sporazum, sklenjen 14. januarja 1814 v Kielu med Združenim kraljestvom Velike Britanije in Irske in Švedskim kraljestvom na eni in Dansko-Norveško na drugi strani. Z njim so se končale sovražnosti med udeleženkami napoleonskih vojn, v katerih sta bili Združeno kraljestvo in Švedska del protinapoleonske koalicije (Šesta koalicija), medtem ko je bila Danska-Norveška Napoleonova zaveznica.
Friderik VI. Danski se je po sklenitvi sporazuma pridružil protinapoleonski koaliciji, odstopil Helgoland britanskemu kralju Juriju III. in Norveško  Švedskemu kraljestvu in v zameno dobil Švedsko Pomeranijo. Iz zamenjav so bile izključene norveške posesti Grenlandija, Islandija in Ferski otoki, ki so ostale v uniji z Dansko. (Norveška je leta 1931-1932 zahtevala vrnitev Grenlandije, vendar ji to ni uspelo.)
Vse določbe sporazuma se niso izpolnile. Norveška je razglasila svojo neodvisnost, sprejela svojo ustavo in za svojega kralja izvolila kronskega princa Kristijana Friderika. Švedska zato Danski ni vrnila Pomeranije, ki je po Dunajskem kongresu leta 1815 pripadla Prusiji. Norveška je po kratki vojni s Švedsko z Mossko konvencijo vstopila v personalno unijo s Švedsko. Kralj Kristijan Friderik je revidiral norveško ustavo, da je to omogočila, in odstopil. Zveza je začela veljati, ko je norveški parlament 4. novembra 1814 izvolil Karla XIII. Švedskega za svojega kralja.